# Вільямс Василь Робертович
Василь Робертович Вільямс (27 вересня (9 жовтня) 1863 або 9 жовтня 1863 , Москва  — 11 листопада 1939 , Москва ) — російський радянський вчений-ґрунтознавець і агробіолог. Академік АН СРСР. Герой Праці. Один з основоположників агрономічного ґрунтознавства.

## Життєпис
Народився в родині інженера. Закінчив реальне училище (1883) і Петровську сільськогосподарську академію (1888).
Після закінчення академії тривалий час перебував у закордонному науковому відрядженні, повернувшись з якого завідував кафедрою загального землеробства у Петровській сільськогосподарській академії. З серпня 1894 року — ад'юнкт-професор кафедри ґрунтознавства і загального землеробства Московського сільськогосподарського інституту; з червня 1897 року — професор.
З травня 1907 по листопада 1908 року — директор Московського сільськогосподарського інституту; у 1922—1925 роках — ректор Московської сільськогосподарської академії імені К. А. Тимірязєва.
Брав участь у роботі Держплану СРСР, був членом ЦВК СРСР.
У 1937 році обраний депутатом Верховної Ради СРСР 1-го скликання.

## Наукова діяльність
В. Р. Вільямс здійснив подальший розвиток ідей та робіт основоположників сучасного ґрунтознавства В. В. Докучаєва та П. А. Костичева.
Найбільш видатним науковим досягненням В. Р. Вільямса є обґрунтування теорії єдиного процесу ґрунтоутворення, способів відновлення структури і родючості ґрунтів та підвищення урожайності сільськогосподарських культур. Він доказав, що процес історичного розвитку ґрунтів є процесом розвитку їх родючості. Ґрунтоутворення, відповідно до вчення Вільямса, являє собою прояв гігантського безперервного процесу зміни життя на земній поверхні.
Він розробив травопольну систему землеробства, що передбачає освоєння польових і кормових травопольних сівозмін, відповідну систему обробітку ґрунту та удобрення рослин, створення полезахисних лісових смуг, будівництво ставків і водойм.

## Пам'ять
- У 1934 році створено Ґрунтово-агрономічний музей імені В. Р. Вільямса у Москві.
- На честь названі вулиці Вільямса в Казані, Пермі, Брянську, Тулі, Липецьку, Пензі (Росія), Дніпрі, Полтаві, Горлівці, Єнакієвому (Україна), Петропавловську (Казахстан). В Мінську (Білорусь) — вулиця і провулок. У Краснодарі (Росія) названо провулок. В Україні кілька вулиць Академіка Вільямса було перейменовано у виконання закону про деколонізацію.
- У Москві на території Тимірязєвської сільськогосподарської академії встановлено пам'ятник В. Р. Вільямсу (1947, скульптор С. О. Махтін, архітектор І. А. Француз).
- У 1949 році поштовим відомством СРСР була випущена поштова марка, присвячена В. Р. Вільямсу.
- Ім'я В. Р. Вільямса присвоєно Всеросійському науково-дослідному інститутові кормів.

## Найважливіші роботи
- Вильямс В. Р. Общее земледелие с основами почвоведения. — М. : Новый агроном, 1931.
- Вильямс В. Р. Почвоведение. Земледелие с основами почвоведения: Гл. упр. вузов и техникумов НКЗ СССР допущено в качестве учеб. пособия для с.-х вузов / Акад. В. Р. Вильямс. — 4-е изд., пересм. и доп. — М.: Сельхозгиз, 1940.
- Вильямс В. Р. Избранные сочинения. — М.: Московский рабочий, 1948.
- Вильямс В. Р. Собрание сочинений. В 12 т. — М.: Сельхозиздат, 1948.